# Skate America

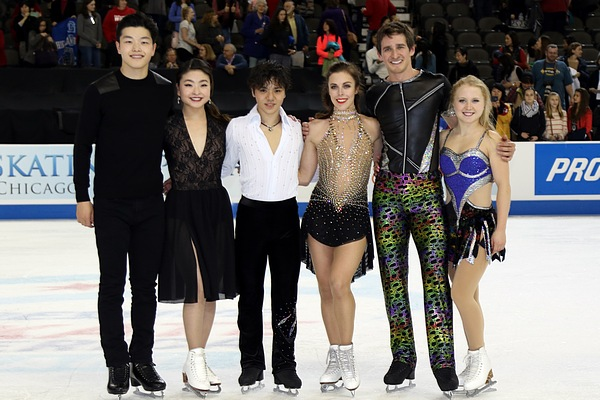
Les gagnants de l'édition 2016 du Skate America

Skate America est une compétition internationale de patinage artistique de niveau senior. Elle est organisée par la United States Figure Skating Association (USFSA). C'est la première compétition du Grand Prix ISU et elle a habituellement lieu vers la fin du mois d'octobre. Le lieu de la compétition change chaque année. 
La première compétition de Skate America a lieu en 1979 à Lake Placid dans l'État de New York. Cette compétition est intégrée au Grand Prix ISU en 1995.

## Médaillés

### Messieurs
| Édition | Lieu               | Or                 | Argent               | Bronze              |
| ------- | ------------------ | ------------------ | -------------------- | ------------------- |
| 1979    | Lake Placid        | Scott Hamilton     | Scott Cramer         | Jan Hoffmann        |
| 1980    | Pas de compétition | Pas de compétition | Pas de compétition   | Pas de compétition  |
| 1981    | Lake Placid        | Scott Hamilton     | Robert Wagenhoffer   | Brian Boitano       |
| 1982    | Lake Placid        | Scott Hamilton     | Heiko Fischer        | Jozef Sabovčík      |
| 1983    | Rochester          | Brian Boitano      | Rudi Cerne           | Bobby Beauchamp     |
| 1984    | Pas de compétition | Pas de compétition | Pas de compétition   | Pas de compétition  |
| 1985    | Saint-Paul         | Jozef Sabovčík     | Brian Boitano        | Viktor Petrenko     |
| 1986    | Portland           | Brian Boitano      | Viktor Petrenko      | Daniel Doran        |
| 1987    | Pas de compétition | Pas de compétition | Pas de compétition   | Pas de compétition  |
| 1988    | Portland           | Christopher Bowman | Daniel Doran         | Todd Eldredge       |
| 1989    | Indianapolis       | Christopher Bowman | Viktor Petrenko      | Kurt Browning       |
| 1990    | Buffalo            | Viktor Petrenko    | Christopher Bowman   | Todd Eldredge       |
| 1991    | Oakland            | Christopher Bowman | Petr Barna           | Todd Eldredge       |
| 1992    | Atlanta            | Todd Eldredge      | Scott Davis          | Mark Mitchell       |
| 1993    | Dallas             | Viktor Petrenko    | Brian Boitano        | Aleksey Urmanov     |
| 1994    | Pittsburgh         | Todd Eldredge      | Philippe Candeloro   | Eric Millot         |
| 1995    | Détroit            | Todd Eldredge      | Michael Weiss        | Aleksandr Abt       |
| 1996    | Springfield        | Todd Eldredge      | Aleksey Urmanov      | Aleksey Yagudin     |
| 1997    | Détroit            | Todd Eldredge      | Evgeni Plushenko     | Aleksandr Abt       |
| 1998    | Détroit            | Aleksey Yagudin    | Michael Weiss        | Aleksey Urmanov     |
| 1999    | Colorado Springs   | Aleksey Yagudin    | Timothy Goebel       | Elvis Stojko        |
| 2000    | Colorado Springs   | Timothy Goebel     | Aleksey Yagudin      | Todd Eldredge       |
| 2001    | Colorado Springs   | Timothy Goebel     | Takeshi Honda        | Aleksandr Abt       |
| 2002    | Spokane            | Brian Joubert      | Aleksandr Abt        | Matthew Savoie      |
| 2003    | Reading            | Michael Weiss      | Takeshi Honda        | Zhang Min           |
| 2004    | Pittsburgh         | Brian Joubert      | Ryan Jahnke          | Michael Weiss       |
| 2005    | Atlantic City      | Daisuke Takahashi  | Evan Lysacek         | Brian Joubert       |
| 2006    | Hartford           | Nobunari Oda       | Evan Lysacek         | Alban Préaubert     |
| 2007    | Reading            | Daisuke Takahashi  | Evan Lysacek         | Patrick Chan        |
| 2008    | Everett            | Takahiko Kozuka    | Johnny Weir          | Evan Lysacek        |
| 2009    | Lake Placid        | Evan Lysacek       | Shawn Sawyer         | Ryan Bradley        |
| 2010    | Portland           | Daisuke Takahashi  | Nobunari Oda         | Armin Mahbanoozadeh |
| 2011    | Ontario            | Michal Březina     | Kevin Van Der Perren | Takahiko Kozuka     |
| 2012    | Kent               | Takahiko Kozuka    | Yuzuru Hanyu         | Tatsuki Machida     |
| 2013    | Détroit            | Tatsuki Machida    | Adam Rippon          | Max Aaron           |
| 2014    | Chicago            | Tatsuki Machida    | Jason Brown          | Nam Nguyen          |
| 2015    | Milwaukee          | Max Aaron          | Shoma Uno            | Jason Brown         |
| 2016    | Chicago            | Shoma Uno          | Jason Brown          | Adam Rippon         |
| 2017    | Lake Placid        | Nathan Chen        | Adam Rippon          | Sergey Voronov      |
| 2018    | Everett            | Nathan Chen        | Michal Březina       | Sergey Voronov      |
| 2019    | Las Vegas          | Nathan Chen        | Jason Brown          | Dmitri Aliev        |
| 2020    | Las Vegas          | Nathan Chen        | Vincent Zhou         | Keegan Messing      |
| 2021    | Las Vegas          | Vincent Zhou       | Shōma Uno            | Nathan Chen         |
| 2022    | Norwood            | Ilia Malinin       | Kao Miura            | Cha Jun-hwan        |
| 2023    | Allen              | Ilia Malinin       | Kevin Aymoz          | Shun Sato           |
| 2024    | Allen              | Ilia Malinin       | Kevin Aymoz          | Kao Miura           |
| 2025    | Lake Placid        |                    |                      |                     |

### Dames
| Édition | Lieu               | Or                  | Argent                 | Bronze                    |
| ------- | ------------------ | ------------------- | ---------------------- | ------------------------- |
| 1979    | Lake Placid        | Lisa-Marie Allen    | Susanna Driano         | Sandy Lenz                |
| 1980    | Pas de compétition | Pas de compétition  | Pas de compétition     | Pas de compétition        |
| 1981    | Lake Placid        | Vikki de Vries      | Elaine Zayak           | Claudia Kristofics-Binder |
| 1982    | Lake Placid        | Rosalynn Sumners    | Claudia Leistner       | Kristiina Wegelius        |
| 1983    | Rochester          | Tiffany Chin        | Jill Frost             | Kelly Webster             |
| 1984    | Pas de compétition | Pas de compétition  | Pas de compétition     | Pas de compétition        |
| 1985    | Saint-Paul         | Debi Thomas         | Tracey Wainman         | Katrien Pauwels           |
| 1986    | Portland           | Tiffany Chin        | Tonya Harding          | Agnès Gosselin            |
| 1987    | Pas de compétition | Pas de compétition  | Pas de compétition     | Pas de compétition        |
| 1988    | Portland           | Claudia Leistner    | Midori Ito             | Kristi Yamaguchi          |
| 1989    | Indianapolis       | Tonya Harding       | Jill Trenary           | Simone Lang               |
| 1990    | Buffalo            | Kristi Yamaguchi    | Midori Ito             | Tonia Kwiatkowski         |
| 1991    | Oakland            | Tonya Harding       | Kristi Yamaguchi       | Surya Bonaly              |
| 1992    | Atlanta            | Yuka Satō           | Nancy Kerrigan         | Chen Lu                   |
| 1993    | Dallas             | Oksana Baiul        | Surya Bonaly           | Tonya Harding             |
| 1994    | Pittsburgh         | Surya Bonaly        | Michelle Kwan          | Irina Sloutskaïa          |
| 1995    | Détroit            | Michelle Kwan       | Chen Lu                | Irina Sloutskaïa          |
| 1996    | Springfield        | Michelle Kwan       | Tonia Kwiatkowski      | Sydne Vogel               |
| 1997    | Détroit            | Michelle Kwan       | Tara Lipinski          | Ielena Sokolova           |
| 1998    | Détroit            | Maria Butyrskaya    | Ielena Sokolova        | Angela Nikodinov          |
| 1999    | Colorado Springs   | Michelle Kwan       | Julia Soldatova        | Ielena Sokolova           |
| 2000    | Colorado Springs   | Michelle Kwan       | Sarah Hughes           | Ielena Sokolova           |
| 2001    | Colorado Springs   | Michelle Kwan       | Sarah Hughes           | Viktoria Volchkova        |
| 2002    | Spokane            | Michelle Kwan       | Ann Patrice McDonough  | Elena Liashenko           |
| 2003    | Reading            | Sasha Cohen         | Jennifer Kirk          | Shizuka Arakawa           |
| 2004    | Pittsburgh         | Angela Nikodinov    | Cynthia Phaneuf        | Miki Ando                 |
| 2005    | Atlantic City      | Ielena Sokolova     | Alissa Czisny          | Yoshie Onda               |
| 2006    | Hartford           | Miki Ando           | Kimmie Meissner        | Mao Asada                 |
| 2007    | Reading            | Kimmie Meissner     | Miki Ando              | Caroline Zhang            |
| 2008    | Everett            | Kim Yuna            | Yukari Nakano          | Miki Ando                 |
| 2009    | Lake Placid        | Kim Yuna            | Rachael Flatt          | Julia Sebestyen           |
| 2010    | Portland           | Kanako Murakami     | Rachael Flatt          | Carolina Kostner          |
| 2011    | Ontario            | Alissa Czisny       | Carolina Kostner       | Viktoria Helgesson        |
| 2012    | Kent               | Ashley Wagner       | Christina Gao          | Adelina Sotnikova         |
| 2013    | Détroit            | Mao Asada           | Ashley Wagner          | Elena Radionova           |
| 2014    | Chicago            | Elena Radionova     | Elizaveta Tuktamysheva | Gracie Gold               |
| 2015    | Milwaukee          | Ievguenia Medvedeva | Gracie Gold            | Satoko Miyahara           |
| 2016    | Chicago            | Ashley Wagner       | Mariah Bell            | Mai Mihara                |
| 2017    | Lake Placid        | Satoko Miyahara     | Kaori Sakamoto         | Bradie Tennell            |
| 2018    | Everett            | Satoko Miyahara     | Kaori Sakamoto         | Sofia Samodourova         |
| 2019    | Las Vegas          | Anna Chtcherbakova  | Bradie Tennell         | Elizaveta Tuktamysheva    |
| 2020    | Las Vegas          | Mariah Bell         | Bradie Tennell         | Audrey Shin               |
| 2021    | Las Vegas          | Alexandra Troussova | Daria Usacheva         | You Young                 |
| 2022    | Norwood            | Kaori Sakamoto      | Isabeau Levito         | Amber Glenn               |
| 2023    | Allen              | Loena Hendrickx     | Isabeau Levito         | Niina Petrõkina           |
| 2024    | Allen              | Wakaba Higuchi      | Rinka Watanabe         | Isabeau Levito            |
| 2025    | Lake Placid        |                     |                        |                           |

### Couples
| Édition | Lieu               | Or                                      | Argent                                   | Bronze                                  |
| ------- | ------------------ | --------------------------------------- | ---------------------------------------- | --------------------------------------- |
| 1979    | Lake Placid        | Sabine Baeß / Tassilo Thierbach         | Kitty Carruthers / Peter Carruthers      | Vicki Heasley / Robert Wagenhoffer      |
| 1980    | Pas de compétition | Pas de compétition                      | Pas de compétition                       | Pas de compétition                      |
| 1981    | Lake Placid        | Barbara Underhill / Paul Martini        | Kitty Carruthers / Peter Carruthers      | Ielena Valova / Oleg Vassiliev          |
| 1982    | Lake Placid        | Ielena Valova / Oleg Vassiliev          | Lea Ann Miller / William Fauver          | Nelly Chervotkina / Viktor Teslya       |
| 1983    | Rochester          | Kitty Carruthers / Peter Carruthers     | Jill Watson / Burt Lancon                | Melinda Kunhegyi / Lyndon Johnston      |
| 1984    | Pas de compétition | Pas de compétition                      | Pas de compétition                       | Pas de compétition                      |
| 1985    | Saint-Paul         | Jill Watson / Peter Oppegard            | Elena Bechke / Valeri Kornienko          | Gillian Wachsman / Todd Waggoner        |
| 1986    | Portland           | Katy Keely / Joseph Mero                | Denise Benning / Lyndon Johnston         | Liudmila Koblova / Andrei Kalitin       |
| 1987    | Pas de compétition | Pas de compétition                      | Pas de compétition                       | Pas de compétition                      |
| 1988    | Portland           | Natalia Mishkutenok / Artur Dmitriev    | Marina Eltsova / Sergei Zaitsev          | Natalie Seybold / Wayne Seybold         |
| 1989    | Indianapolis       | Natalia Mishkutenok / Artur Dmitriev    | Kristi Yamaguchi / Rudy Galindo          | Peggy Schwarz / Alexander König         |
| 1990    | Buffalo            | Marina Eltsova / Andrei Bushkov         | Radka Kovaříková / René Novotný          | Mandy Wötzel / Axel Rauschenbach        |
| 1991    | Oakland            | Calla Urbanski / Rocky Marval           | Elena Nikonova / Nikolai Apter           | Peggy Schwarz / Alexander König         |
| 1992    | Atlanta            | Marina Eltsova / Andrei Bushkov         | Radka Kovaříková / René Novotný          | Evgenia Shishkova / Vadim Naumov        |
| 1993    | Dallas             | Evgenia Shishkova / Vadim Naumov        | Kyoko Ina / Jason Dungjen                | Karen Courtland / Todd Reynolds         |
| 1994    | Pittsburgh         | Marina Eltsova / Andrei Bushkov         | Evgenia Shishkova / Vadim Naumov         | Radka Kovaříková / René Novotný         |
| 1995    | Détroit            | Marina Eltsova / Andrei Bushkov         | Jenni Meno / Todd Sand                   | Elena Berejnaïa / Oleg Sliakov          |
| 1996    | Springfield        | Oksana Kazakova / Artur Dmitriev        | Shelby Lyons / Brian Wells               | Stephanie Stiegler / John Zimmerman     |
| 1997    | Détroit            | Marina Eltsova / Andrei Bushkov         | Kyoko Ina / Jason Dungjen                | Evgenia Shiskova / Vadim Naumov         |
| 1998    | Détroit            | Elena Berejnaïa / Anton Sikharulidze    | Kristy Wirtz / Kris Wirtz                | Victoria Maxiuta / Vladislav Zhovnirsky |
| 1999    | Colorado Springs   | Jamie Salé / David Pelletier            | Sarah Abitbol / Stéphane Bernadis        | Elena Berejnaïa / Anton Sikharulidze    |
| 2000    | Colorado Springs   | Jamie Salé / David Pelletier            | Xue Shen / Hongbo Zhao                   | Tatiana Totmianina / Maksim Marinin     |
| 2001    | Colorado Springs   | Jamie Salé / David Pelletier            | Kyoko Ina / John Zimmerman               | Tatiana Totmianina / Maksim Marinin     |
| 2002    | Spokane            | Tatiana Totmianina / Maksim Marinin     | Anabelle Langlois / Patrice Archetto     | Qing Pang / Jian Tong                   |
| 2003    | Reading            | Qing Pang / Jian Tong                   | Maria Petrova / Aleksey Tikhonov         | Dan Zhang / Hao Zhang                   |
| 2004    | Pittsburgh         | Dan Zhang / Hao Zhang                   | Julia Obertas / Sergei Slavnov           | Rena Inoue / John Baldwin               |
| 2005    | Atlantic City      | Dan Zhang / Hao Zhang                   | Rena Inoue / John Baldwin                | Julia Obertas / Sergei Slavnov          |
| 2006    | Hartford           | Rena Inoue / John Baldwin               | Dorota Zagórska / Mariusz Siudek         | Naomi Nari Nam / Themistocles Leftheris |
| 2007    | Reading            | Jessica Dubé / Bryce Davison            | Qing Pang / Jian Tong                    | Vera Bazarova / Yuri Larionov           |
| 2008    | Everett            | Aljona Savchenko / Robin Szolkowy       | Keauna McLaughlin / Rockne Brubaker      | Maria Mukhortova / Maksim Trankov       |
| 2009    | Lake Placid        | Xue Shen / Hongbo Zhao                  | Tatiana Volosozhar / Stanislav Morozov   | Dan Zhang / Hao Zhang                   |
| 2010    | Portland           | Aljona Savchenko / Robin Szolkowy       | Kirsten Moore-Towers / Dylan Moscovitch  | Sui Wenjing / Han Cong                  |
| 2011    | Ontario            | Aljona Savchenko / Robin Szolkowy       | Dan Zhang / Hao Zhang                    | Kirsten Moore-Towers / Dylan Moscovitch |
| 2012    | Kent               | Tatiana Volosozhar / Maksim Trankov     | Pang Qing / Tong Jian                    | Caydee Denney / John Coughlin           |
| 2013    | Détroit            | Tatiana Volosozhar / Maksim Trankov     | Kirsten Moore-Towers / Dylan Moscovitch  | Ksenia Stolbova / Fedor Klimov          |
| 2014    | Chicago            | Yuko Kavaguti / Alexandre Smirnov       | Haven Denney / Brandon Frazier           | Peng Cheng / Zhang Hao                  |
| 2015    | Milwaukee          | Sui Wenjing / Han Cong                  | Alexa Scimeca / Chris Knierim            | Julianne Séguin / Charlie Bilodeau      |
| 2016    | Chicago            | Julianne Séguin / Charlie Bilodeau      | Haven Denney / Brandon Frazier           | Evgenia Tarasova / Vladimir Morozov     |
| 2017    | Lake Placid        | Aljona Savchenko / Bruno Massot         | Yu Xiaoyu / Zhang Hao                    | Meagan Duhamel / Eric Radford           |
| 2018    | Everett            | Evgenia Tarasova / Vladimir Morozov     | Alisa Efimova / Alexander Korovin        | Ashley Cain / Timothy LeDuc             |
| 2019    | Las Vegas          | Peng Cheng / Jin Yang                   | Daria Pavliuchenko / Denis Khodykin      | Haven Denney / Brandon Frazier          |
| 2020    | Las Vegas          | Alexa Scimeca Knierim / Brandon Frazier | Jessica Calalang / Brian Johnson         | Audrey Lu / Misha Mitrofanov            |
| 2021    | Las Vegas          | Evgenia Tarasova / Vladimir Morozov     | Riku Miura / Ryuichi Kihara              | Aleksandra Boikova / Dmitrii Kozlovskii |
| 2022    | Norwood            | Alexa Scimeca Knierim / Brandon Frazier | Deanna Stellato-Dudek / Maxime Deschamps | Kelly Ann Laurin / Loucas Éthier        |
| 2023    | Allen              | Annika Hocke / Robert Kunkel            | Lia Pereira / Trennt Michaud             | Chelsea Liu / Balázs Nagy               |
| 2024    | Allen              | Riku Miura / Ryūichi Kihara             | Ellie Kam / Daniel O'Shea                | Alisa Efimova / Misha Mitrofanov        |
| 2025    | Lake Placid        |                                         |                                          |                                         |

### Danse sur glace
| Édition | Lieu               | Or                                      | Argent                                  | Bronze                                       |
| ------- | ------------------ | --------------------------------------- | --------------------------------------- | -------------------------------------------- |
| 1979    | Lake Placid        | Krisztina Regőczy / András Sallay       | Natalia Bestemianova / Andreï Boukine   | Lorna Wighton / John Dowding                 |
| 1980    | Pas de compétition | Pas de compétition                      | Pas de compétition                      | Pas de compétition                           |
| 1981    | Lake Placid        | Judy Blumberg / Michael Seibert         | Elena Garanina / Igor Zavozin           | Karen Barber / Nicky Slater                  |
| 1982    | Lake Placid        | Elisa Spitz / Scott Gregory             | Elena Garanina / Igor Zavozin           | Karyn Garossino / Rod Garossino              |
| 1983    | Rochester          | Elisa Spitz / Scott Gregory             | Kelly Johnson / John Thomas             | Wendy Sessions / Stephen Williams (en)       |
| 1984    | Pas de compétition | Pas de compétition                      | Pas de compétition                      | Pas de compétition                           |
| 1985    | Saint-Paul         | Renée Roca / Donald Adair               | Irina Zhuk / Oleg Petrov                | Antonia Becherer / Ferdinand Becherer        |
| 1986    | Portland           | Isabelle Duchesnay / Paul Duchesnay     | Suzanne Semanick / Scott Gregory        | Jo-Anne Borlase / Scott Chalmers             |
| 1987    | Pas de compétition | Pas de compétition                      | Pas de compétition                      | Pas de compétition                           |
| 1988    | Portland           | Susan Wynne / Joseph Druar              | Svetlana Liapina / Gorsha Sur           | Renée Roca / James Yorke                     |
| 1989    | Indianapolis       | Maïa Oussova / Alexandre Jouline        | April Sargent / Russ Witherby           | Jo-Anne Borlase / Martin Smith               |
| 1990    | Buffalo            | Stefania Calegari / Pasquale Camerlengo | Isabelle Sarech / Xavier Debernis       | Illona Melnichenko / Gennadi Kaskov          |
| 1991    | Oakland            | Tatiana Navka / Samuel Gezalian         | Susanna Rahkamo / Petri Kokko           | Dominique Yvon / Frédéric Palluel            |
| 1992    | Atlanta            | Maïa Oussova / Alexandre Jouline        | Sophie Moniotte / Pascal Lavanchy       | Elizabeth Punsalan / Jerod Swallow           |
| 1993    | Dallas             | Sophie Moniotte / Pascal Lavanchy       | Kateřina Mrázová / Martin Šimeček       | Renée Roca / Gorsha Sur                      |
| 1994    | Pittsburgh         | Elizabeth Punsalan / Jerod Swallow      | Marina Anissina / Gwendal Peizerat      | Elizaveta Stekolnikova / Dmitri Kazarlyga    |
| 1995    | Détroit            | Oksana Grichtchouk / Ievgueni Platov    | Anzhelika Krylova / Oleg Ovsiannikov    | Elizaveta Stekolnikova / Dmitri Kazarlyga    |
| 1996    | Springfield        | Anzhelika Krylova / Oleg Ovsiannikov    | Irina Lobatcheva / Ilia Averboukh       | Sophie Moniotte / Pascal Lavanchy            |
| 1997    | Détroit            | Elizabeth Punsalan / Jerod Swallow      | Barbara Fusar-Poli / Maurizio Margaglio | Anna Semenovich / Vladmir Fedorov            |
| 1998    | Détroit            | Marina Anissina / Gwendal Peizerat      | Irina Lobatcheva / Ilia Averboukh       | Barbara Fusar-Poli / Maurizio Margaglio      |
| 1999    | Colorado Springs   | Barbara Fusar-Poli / Maurizio Margaglio | Irina Lobatcheva / Ilia Averboukh       | Naomi Lang / Peter Tchernyshev               |
| 2000    | Colorado Springs   | Barbara Fusar-Poli / Maurizio Margaglio | Margarita Drobiazko / Povilas Vanagas   | Shae-Lynn Bourne / Victor Kraatz             |
| 2001    | Colorado Springs   | Shae-Lynn Bourne / Victor Kraatz        | Galit Chait / Sergei Sakhnovski         | Margarita Drobiazko / Povilas Vanagas        |
| 2002    | Spokane            | Olena Hrushyna / Ruslan Honcharov       | Tatiana Navka / Roman Kostomarov        | Tanith Belbin / Benjamin Agosto              |
| 2003    | Reading            | Tanith Belbin / Benjamin Agosto         | Olena Hrushyna / Ruslan Honcharov       | Isabelle Delobel / Olivier Schoenfelder      |
| 2004    | Pittsburgh         | Tanith Belbin / Benjamin Agosto         | Galit Chait / Sergei Sakhnovski         | Megan Wing / Aaron Lowe                      |
| 2005    | Atlantic City      | Tanith Belbin / Benjamin Agosto         | Isabelle Delobel / Olivier Schoenfelder | Oksana Domnina / Maksim Chabaline            |
| 2006    | Hartford           | Albena Denkova / Maxim Staviski         | Melissa Gregory / Denis Petukhov        | Nathalie Péchalat / Fabian Bourzat           |
| 2007    | Reading            | Tanith Belbin / Benjamin Agosto         | Nathalie Péchalat / Fabian Bourzat      | Federica Faiella / Massimo Scali             |
| 2008    | Everett            | Isabelle Delobel / Olivier Schoenfelder | Tanith Belbin / Benjamin Agosto         | Sinead Kerr / John Kerr                      |
| 2009    | Lake Placid        | Tanith Belbin / Benjamin Agosto         | Anna Cappellini / Luca Lanotte          | Alexandra Zaretski / Roman Zaretski          |
| 2010    | Portland           | Meryl Davis / Charlie White             | Vanessa Crone / Paul Poirier            | Maia Shibutani / Alex Shibutani              |
| 2011    | Ontario            | Meryl Davis / Charlie White             | Nathalie Péchalat / Fabian Bourzat      | Isabella Tobias / Deividas Stagniūnas        |
| 2012    | Kent               | Meryl Davis / Charlie White             | Ekaterina Bobrova / Dmitri Soloviev     | Kaitlyn Weaver / Andrew Poje                 |
| 2013    | Détroit            | Meryl Davis / Charlie White             | Anna Cappellini / Luca Lanotte          | Maia Shibutani / Alex Shibutani              |
| 2014    | Chicago            | Madison Chock / Evan Bates              | Maia Shibutani / Alex Shibutani         | Aleksandra Stepanova / Ivan Bukin            |
| 2015    | Milwaukee          | Madison Chock / Evan Bates              | Victoria Sinitsina / Nikita Katsalapov  | Piper Gilles / Paul Poirier                  |
| 2016    | Chicago            | Maia Shibutani / Alex Shibutani         | Madison Hubbell / Zachary Donohue       | Ekaterina Bobrova / Dmitri Soloviev          |
| 2017    | Lake Placid        | Maia Shibutani / Alex Shibutani         | Anna Cappellini / Luca Lanotte          | Victoria Sinitsina / Nikita Katsalapov       |
| 2018    | Everett            | Madison Hubbell / Zachary Donohue       | Charlène Guignard / Marco Fabbri        | Tiffany Zahorski / Jonathan Guerreiro        |
| 2019    | Las Vegas          | Madison Hubbell / Zachary Donohue       | Aleksandra Stepanova / Ivan Bukin       | Laurence Fournier Beaudry / Nikolaj Sørensen |
| 2020    | Las Vegas          | Madison Hubbell / Zachary Donohue       | Kaitlin Hawayek / Jean-Luc Baker        | Christina Carreira / Anthony Ponomarenko     |
| 2021    | Las Vegas          | Madison Hubbell / Zachary Donohue       | Madison Chock / Evan Bates              | Laurence Fournier Beaudry / Nikolaj Sørensen |
| 2022    | Norwood            | Madison Chock / Evan Bates              | Kaitlin Hawayek / Jean-Luc Baker        | Marie-Jade Lauriault / Romain Le Gac         |
| 2023    | Allen              | Madison Chock / Evan Bates              | Marjorie Lajoie / Zachary Lagha         | Evgeniia Lopareva / Geoffrey Brissaud        |
| 2024    | Allen              | Lilah Fear / Lewis Gibson               | Madison Chock / Evan Bates              | Olivia Smart / Tim Dieck                     |
| 2025    | Lake Placid        |                                         |                                         |                                              |